# 阿寒ハイヤー
阿寒ハイヤー株式会社(あかんハイヤー)は、北海道釧路市阿寒町にあるタクシー事業者。

## 本社
- 本社
  - 北海道釧路市阿寒町阿寒湖温泉4-7-3

## 事業
観光タクシー事業を主要事業としている。運行範囲は道東全域を含み、阿寒地域以外にも、北見や網走などのオホーツク地域、帯広・十勝方面へも運行される。
また、介護タクシーによるケア輸送を行っている他、釧路空港、女満別空港、帯広空港、中標津空港への送迎も行っている。
2025年(令和7年)7月17日に、国土交通省北海道運輸局より釧路市（旧阿寒町）を発地または着地とする日本版ライドシェアの許可を受けた。

## 関連会社
- 奏楽の森カフェ
  - 阿寒湖畔にある、地域の酪農産物を使用した飲食物を提供するカフェ。

## 提携企業
- 阿寒観光ハイヤー